# 熱那亞堡壘 (蘇達克)
热那亚堡垒（烏克蘭語：Генуезька фортеця） 是位于克里米亞蘇達克的一個要塞，由热那亚人于1371 年至1460年期間建造。1958年，热那亚堡垒被劃入基辅索菲亚国家保护区。